# Dominique Verdeilhan
Dominique Verdeilhan, né le 25 octobre 1955 à Saint-Maur-des-Fossés, est un journaliste et chroniqueur judiciaire français.
De 1989 à 2019, il est rédacteur en chef adjoint chargé de la chronique judiciaire sur France 2.

## Biographie

### Vie professionnelle
Dominique Verdeilhan grandit à Paris. Il échoue à son baccalauréat mais intègre durant deux ans, une école en alternance qui forme au métier de journaliste,.
Le 13 septembre 1976, au cours d'un stage à RTL, un de ses collègues lui apprend que l'émission Aujourd'hui Madame (sur Antenne 2) recherche de jeunes journalistes. Il est embauché. Sa collaboration prend fin en 1987, avec l'arrêt définitif de l'émission.
En 1987, Paul Lefèvre rejoint La Cinq et laisse vacant le poste de chroniqueur judiciaire sur Antenne 2. Dominique Verdeilhan l'obtient, et devient en 1989, rédacteur en chef adjoint chargé de la chronique judiciaire de France 2. Il couvre notamment les procès de Christian David, de l'affaire Ben Barka, de Maurice Papon et de Marc Dutroux.
En 1995, épaulé par l'illustrateur spécialisé dans les croquis d’audience Jean-Claude Bauer, Dominique Verdeilhan publie son premier livre intitulé Portraits de justice aux éditions Dargaud.
En 2010, il fait partie du jury du Prix de l'humour politique. En 2013, il est président de la Société des journalistes de France 2.
En février 2017, son second livre Les Magistrats sur le divan paraît aux Éditions du Rocher.
Le 20 décembre 2019, les journaux télévisés de France 2, le 13 heures puis le 20 heures, annoncent son départ à la retraite.
À partir d'octobre 2022, il présente le magazine Justice en France sur France 3, un programme d'immersion dans les tribunaux français depuis que la loi pour la confiance dans l'institution judiciaire adoptée en décembre 2021, autorise que les procès soient filmés et diffusés à la télévision,,.

### Vie privée
Marié, il est père de deux enfants.

## Ouvrages
- Portraits de justice  (ill. Jean-Claude Bauer), Paris, Dargaud, 1996, 175 p. (ISBN 2-205-04348-X)
- Les Magistrats sur le divan, Monaco, Éditions du Rocher, 2017, 376 p. (EAN 978-2-268-07917-2)
- L'audience est ouverte, Monaco, Éditions du Rocher, 2021, 368 p. (EAN 978-2-268-10515-4)